# America’s Most Musical Family
Az America's Most Musical Family egy amerikai televíziós műsor, amelyet 2019. november 1. és 2020. január 17. között sugároztak a Nickelodeon-on. A műsorban 30 tehetséges család vesz részt, akik rekordszerződésért versenyeznek a Republic Recordsnál és a 250 000 dolláros pénzjutalomért. A műsor győztese a The Melisizwe Brothers volt.

## Évados áttekintés
| Évad | Évad | Epizódok | Eredeti sugárzás  | Eredeti sugárzás | Magyar sugárzás | Magyar sugárzás |
| Évad | Évad | Epizódok | Évadpremier       | Évadfinálé       | Évadpremier     | Évadfinálé      |
| ---- | ---- | -------- | ----------------- | ---------------- | --------------- | --------------- |
|      | 1    | 13       | 2019. november 1. | 2020. január 17. | TBA             | TBA             |

## Évadok

### 1. évad
| #   | #   | Eredeti cím        | Magyar cím | Eredeti premier    | Magyar premier | Gyártási kód |
| --- | --- | ------------------ | ---------- | ------------------ | -------------- | ------------ |
| 1.  | 1.  | Episode 1          | TBA        | 2019. november 1.  | TBA            | 104          |
| 2.  | 2.  | Episode 2          | TBA        | 2019. november 8.  | TBA            | 102          |
| 3.  | 3.  | Episode 3          | TBA        | 2019. november 15. | TBA            | 103          |
| 4.  | 4.  | Episode 4          | TBA        | 2019. november 22. | TBA            | 106          |
| 5.  | 5.  | Episode 5          | TBA        | 2019. november 29. | TBA            | 101          |
| 6.  | 6.  | Episode 6          | TBA        | 2019. december 6.  | TBA            | 105          |
| 7.  | 7.  | Semifinals, Part 1 | TBA        | 2019. december 13. | TBA            | 107          |
| 8.  | 8.  | Semifinals, Part 2 | TBA        | 2019. december 20. | TBA            | 108          |
| 9.  | 9.  | Recap Special      | TBA        | 2019. december 27. | TBA            | 113          |
| 10. | 10. | Finals, Part 1     | TBA        | 2020. január 3.    | TBA            | 109          |
| 11. | 11. | Finals, Part 2     | TBA        | 2020. január 10.   | TBA            | 110          |
| 12. | 12. | Finals, Part 3     | TBA        | 2020. január 17.   | TBA            | 111          |
| 13. | 13. | Finale             | TBA        | 2020. január 17.   | TBA            | 112          |

## Gyártás
2019. február 14-én bejelentették, hogy Nickelodeon egy énekes tehetségkutató televíziós sorozatot készít America's Most Musical Family címmel. 2019. július 25-én bejelentették, hogy Nick Lachey lesz a műsor házigazdája, míg Ciara, David Dobrik és Debbie Gibson bíró lesz a műsorban. A műsor 12 részből áll, valamint egy különleges epizódból. A műsor forgatása 2019 júliusában kezdődött Los Angelesben. 2019. október 2-án bejelentették, hogy a műsor premierje 2019. november 1-én lesz.